# Chaslus
Chaslus fou una senyoria feudal d'Alvèrnia.
Al segle xii apareixen Ricard i el seu fill Pere amb béns a Chaslus. El rei d'Anglaterra Enric va donar la senyoria als senyors de Grailly que la van infeudar al fill de Pere, Guillem, que fou senyor de Chaslus. El va seguir el seu fill Guerau o Gerard i a la seva mort son germà Amblard. Mort aquest vers 1300 la filla de Gerau, Caterina, va heretar la senyoria i es va casar amb Robert d'Alvèrnia.